# Aeropuerto de Esbjerg
El Aeropuerto de Esbjerg (en danés: Esbjerg Lufthavn) (IATA: EBJ, OACI: EKEB) está situado a 9 km al noreste de la ciudad de Esbjerg, Dinamarca. Fue inaugurado el 4 de abril de 1971. Su principal uso es como helipuerto para vuelos a las plataformas petrolíferas del mar del Norte.

## Aerolíneas y destinos
| Aerolíneas   | Destinos       |
| ------------ | -------------- |
| AIS Airlines | Stavanger-Sola |
| Loganair     | Aberdeen       |
| Lumiwings    | Tuzla          |

### Destinos internacionales
| Ciudades por países  | Nombre del aeropuerto        | Aerolíneas   | Aeronaves    | Frecuencias semanales |        |
| Europa               | Europa                       | Europa       | Europa       | Europa                | Europa |
| -------------------- | ---------------------------- | ------------ | ------------ | --------------------- | ------ |
| Bosnia y Herzegovina |                              |              |              |                       |        |
| Tuzla                | Aeropuerto de Tuzla          | Lumiwings    |              |                       |        |
| Noruega              |                              |              |              |                       |        |
| Stavanger            | Aeropuerto de Stavanger-Sola | AIS Airlines | Jetstream 32 |                       |        |
| Reino Unido          |                              |              |              |                       |        |
| Aberdeen             | Aeropuerto de Aberdeen       | Loganair     |              |                       |        |

El aeropuerto solía contar con vuelos al Aeropuerto de Londres-Stansted con Ryanair, pero fueron transferidos al Aeropuerto de Billund.

## Estadísticas
Ver fuente y consulta Wikidata.